# Kaduara Barat
Kaduara Barat is een bestuurslaag in het regentschap Pamekasan van de provincie Oost-Java, Indonesië. Kaduara Barat telt 4216 inwoners (volkstelling 2010).